# سولیوس اشتومبرگاس
سولیوس اشتومبرگاس (انگلیسی: Saulius Štombergas؛ زادهٔ ۱۴ دسامبر ۱۹۷۳) بازیکن بسکتبال اهل لیتوانی است.
وی در مسابقات کشوری و بین‌المللی در مجموع برندهٔ ۱ مدال طلا، ۱ مدال نقره، ۳ مدال برنز شده‌است.